# Men Of The Midlands
Il Men Of The Midlands è stato un torneo professionistico di snooker, non valido per il Ranking, che si è disputato nel 1972 e nel 1973 in Inghilterra.

## Albo d'oro
| Edizione | Vincitore    | Finalista    | Risultato | Stagione  | Città      | Impianto   | Tipologia   | Note  |
| -------- | ------------ | ------------ | --------- | --------- | ---------- | ---------- | ----------- | ----- |
| 1972     | Alex Higgins | John Spencer | 4 - 2     | 1971-1972 | Molteplici | Molteplici | Non-Ranking | [ 1 ] |
| 1973     | Alex Higgins | Ray Reardon  | 5 - 3     | 1972-1973 | Molteplici | Molteplici | Non-Ranking | [ 2 ] |

## Statistiche

### Finalisti
| N° | Giocatore    | Vittorie | Finali perse | Totale |
| -- | ------------ | -------- | ------------ | ------ |
| 1  | Alex Higgins | 2        | 0            | 2      |
| 2  | John Spencer | 0        | 1            | 1      |
| 3  | Ray Reardon  | 0        | 1            | 1      |

### Finalisti per nazione
| N° | Nazione          | Vittorie | Finali perse | Totale |
| -- | ---------------- | -------- | ------------ | ------ |
| 1  | Irlanda del Nord | 2        | 0            | 2      |
| 2  | Inghilterra      | 0        | 1            | 1      |
| 3  | Galles           | 0        | 1            | 1      |

- Vincitore più giovane: Alex Higgins (23 anni, 1972)
- Vincitore più anziano: Alex Higgins (24 anni, 1973)

### Montepremi
| Edizione | Montepremi |
| -------- | ---------- |
| 1972     | £825       |
| 1973     | £1500      |